# Communauté de communes du Thouarsais
Die Communauté de communes du Thouarsais ist ein französischer Gemeindeverband mit der Rechtsform einer Communauté de communes im Département Deux-Sèvres in der Region Nouvelle-Aquitaine. Sie wurde am 22. Dezember 1998 gegründet und umfasst aktuell 24 Gemeinden. Der Verwaltungssitz befindet sich in der Gemeinde Thouars.

## Historische Entwicklung
Mit Wirkung vom 1. Januar 2019 wurden folgende Fusionen von Mitgliedsgemeinden umgesetzt:
- Argenton-l’Église und Bouillé-Loretz → Loretz-d’Argenton
- Oiron, Brie, Saint-Jouin-de-Marnes und Taizé-Maulais → Plaine-et-Vallées
- Thouars, Mauzé-Thouarsais, Missé und Sainte-Radegonde → Thouars

## Mitgliedsgemeinden
| Gemeinde                             | Einwohner 1. Januar 2022 | Fläche km² | Dichte Einw./km² | Code INSEE | Postleitzahl |
| ------------------------------------ | ------------------------ | ---------- | ---------------- | ---------- | ------------ |
| Brion-près-Thouet                    | 753                      | 8,06       | 93               | 79056      | 79290        |
| Coulonges-Thouarsais                 | 445                      | 17,26      | 26               | 79102      | 79330        |
| Glénay                               | 539                      | 21,14      | 25               | 79134      | 79330        |
| Loretz-d’Argenton                    | 2.590                    | 52,64      | 49               | 79014      | 79290        |
| Louzy                                | 1.292                    | 18,64      | 69               | 79157      | 79100        |
| Luché-Thouarsais                     | 533                      | 13,46      | 40               | 79159      | 79330        |
| Luzay                                | 621                      | 20,98      | 30               | 79161      | 79100        |
| Marnes                               | 220                      | 17,19      | 13               | 79167      | 79600        |
| Pas-de-Jeu                           | 343                      | 11,11      | 31               | 79203      | 79100        |
| Pierrefitte                          | 323                      | 15,91      | 20               | 79209      | 79330        |
| Plaine-et-Vallées                    | 2.334                    | 92,71      | 25               | 79196      | 79100, 79600 |
| Saint-Cyr-la-Lande                   | 373                      | 8,83       | 42               | 79244      | 79100        |
| Saint-Généroux                       | 339                      | 20,46      | 17               | 79252      | 79600        |
| Saint-Jacques-de-Thouars             | 423                      | 5,55       | 76               | 79258      | 79100        |
| Saint-Jean-de-Thouars                | 1.322                    | 4,96       | 267              | 79259      | 79100        |
| Saint-Léger-de-Montbrun              | 1.257                    | 30,72      | 41               | 79265      | 79100        |
| Saint-Martin-de-Mâcon                | 320                      | 12,28      | 26               | 79274      | 79100        |
| Saint-Martin-de-Sanzay               | 1.037                    | 24,69      | 42               | 79277      | 79290        |
| Saint-Varent                         | 2.396                    | 34,42      | 70               | 79299      | 79330        |
| Sainte-Gemme                         | 407                      | 8,84       | 46               | 79250      | 79330        |
| Sainte-Verge                         | 1.404                    | 12,83      | 109              | 79300      | 79100        |
| Thouars                              | 13.949                   | 81,48      | 171              | 79329      | 79100        |
| Tourtenay                            | 126                      | 7,72       | 16               | 79331      | 79100        |
| Val en Vignes                        | 2.023                    | 78,30      | 26               | 79063      | 79150, 79290 |
| Communauté de communes du Thouarsais | 35.369                   | 620,18     | 57               | –          | –            |

## Quelle
1. ↑  www.collectivites-locales.gouv.fr
2. ↑  CC du Thouarsais (SIREN: 247 900 798) in der Base nationale sur l’intercommunalité (BANATIC) des französischen Innenministeriums (französisch), abgerufen am 19. Mai 2017.